# From Every Stage
Albums de Joan Baez
Diamonds and Rust
(1975) Gulf Winds
(1976)
From Every Stage est un album live de Joan Baez enregistré en 1975 et sorti l'année suivante.
La version de Blowin' in the Wind parue sur cet album a été reprise dans la bande originale du film Forrest Gump (1994).

## Titres
| 1. | (Ain't Gonna Let Nobody) Turn Me Around | traditionnel  | 2:49 |
| 2. | Blessed Are...                          | Joan Baez     | 2:52 |
| 3. | Suzanne                                 | Leonard Cohen | 4:21 |
| 4. | Love Song to a Stranger Part II         | Joan Baez     | 4:47 |
| 5. | I Shall Be Released                     | Bob Dylan     | 2:22 |

| 1. | Blowin' in the Wind            | Bob Dylan                                   | 2:35 |
| 2. | Stewball                       | traditionnel                                | 4:34 |
| 3. | Natalia                        | R. Apps, G.T. Moore (en), Shusha Guppy (en) | 4:10 |
| 4. | The Ballad of Sacco & Vanzetti | Joan Baez, Ennio Morricone                  | 4:27 |
| 5. | Joe Hill                       | Alfred Hayes, Earl Robinson                 | 3:08 |

| 1. | Love Is Just a Four-Letter Word | Bob Dylan      | 3:30 |
| 2. | Forever Young                   | Bob Dylan      | 3:40 |
| 3. | Diamonds and Rust               | Joan Baez      | 4:47 |
| 4. | Boulder to Birmingham (en)      | Emmylou Harris | 4:02 |
| 5. | Swing Low, Sweet Chariot        | traditionnel   | 3:53 |
| 6. | Oh Happy Day                    | Edwin Hawkins  | 3:30 |

| 1. | Please Come to Boston (en)            | Dave Loggins (en) | 4:16 |
| 2. | Lily, Rosemary and the Jack of Hearts | Bob Dylan         | 8:49 |
| 3. | The Night They Drove Old Dixie Down   | Robbie Robertson  | 3:54 |
| 4. | Amazing Grace                         | traditionnel      | 4:26 |

## Musiciens
- Joan Baez : chant, guitare
- David Briggs : claviers
- Larry Carlton : guitare
- Dan Ferguson : guitare
- Jim Gordon batterie
- James Jamerson : basse